# Хемимонт Геймс
Хемимонт Геймс е българо-американска компания, занимаваща се с мултимедиен софтуер и компютърни игри. Акцент в работата ѝ са реално-времевите стратегии и градоустройствени игри с действие, развиващо се в Средновековието.

## Разработки
През 1997 г., компанията започва работа по първата си голяма игра „Цар: Тежестта на короната“ (Tzar: The Burden of the Crown) – стратегия в реално време с фентъзи елементи. Играта излиза през януари 2000 г.
През април 2000 година компанията започва работа по следващата си игра – „Келтски крале“ (Celtic Kings), която излиза две години по-късно. От играта са продадени над 1 000 000 копия. През 2000 година отделът за игри се отделя и се създава Хемимонт Геймс AD – студио за компютърни игри, разположено в София.
През май 2005 г. излиза следващата им игра „Вълшебни кралства“ (Rising Kingdoms), отново стратегия с фентъзи елементи, която обаче няма успеха на „Келтски крале“.
През май 2006 г. излиза „Славата на Римската империя“ (Glory of the Roman Empire), игра в градоустройствения жанр, която е първата българска 3D комерсиална стратегическа игра.

## Награди
През 1997 г., компанията печели награда в категория Arts&Culture на годишните награди Milia d'Or, с интерактивен CD-ROM, разработен по поръчка на Смитсъновия национален музей за американско изкуство. Следващата година печели награда в категория Lifestyle&Hobbies на същия конкурс с играта си Moving Puzzle.

## Колектив
- Габриел Добрев – главен изпълнителен директор, директор и основател
- Иван-Асен Иванов – главен технически директор, главен програмист
- Петър Станимиров – бивш художествен ръководител и главен художник. Известен и с работата си като илюстратор в комикс списанието „Дъга“.

## Игри
| Издадена | Българско заглавие          | Английско заглавие                      | Жанр                                                                         | Платформи                                                                 |
| -------- | --------------------------- | --------------------------------------- | ---------------------------------------------------------------------------- | ------------------------------------------------------------------------- |
| 2000 г.  | Цар: Тежестта на короната   | Tzar: Burden of the Crown               | Реално-времева стратегия                                                     | Windows                                                                   |
| 2002 г.  | Келтски крале               | Celtic Kings: Rage of War               | Реално-времева стратегия                                                     | Windows                                                                   |
| 2004 г.  | Картаген                    | Celtic Kings: The Punic Wars            | Реално-времева стратегия                                                     | Windows                                                                   |
| 2005 г.  |                             | Imperivm III: The Great Battles of Rome | Реално-времева стратегия                                                     | Windows                                                                   |
| 2005 г.  | Вълшебни кралства           | Rising Kingdoms                         | Реално-времева стратегия                                                     | Windows                                                                   |
| 2006 г.  | Славата на Римската империя | Glory of the Roman Empire               | Градостроителен симулатор                                                    | Windows                                                                   |
| 2008 г.  | Римската империя            | Imperium Romanum                        | Градостроителен симулатор, Реално-времева стратегия                          | Windows                                                                   |
| 2008 г.  |                             | Imperium Romanum: Emperor Expansion     | Градостроителен симулатор, Реално-времева стратегия                          | Windows                                                                   |
| 2009 г.  |                             | Grand Ages: Rome                        | Градостроителен симулатор, Реално-времева стратегия                          | Windows                                                                   |
| 2009 г.  |                             | Grand Ages: Rome – Reign of Augustus    | Градостроителен симулатор, Реално-времева стратегия                          | Windows                                                                   |
| 2009 г.  |                             | Tropico 3                               | Градостроителен симулатор, Construction and management simulation            | Microsoft Windows, Xbox 360                                               |
| 2011 г.  |                             | The First Templar                       | Action Game, Cooperative Game, RPG                                           | Microsoft Windows, Xbox 360                                               |
| 2011 г.  |                             | Tropico 4                               | Градостроителен симулатор Construction and management simulation             | Microsoft Windows, Xbox 360                                               |
| 2013 г.  |                             | Omerta – City of Gangsters              | Tactical turn-based combat simulator, Construction and management simulation | Microsoft Windows, Xbox 360                                               |
| 2014 г.  |                             | Tropico 5                               | Градостроителен симулатор, Construction and management simulation            | Microsoft Windows, macOS, Linux, PlayStation 4, Xbox 360, Xbox One        |
| 2015 г.  | Виктор Вран                 | Victor Vran                             | Action role-playing                                                          | Microsoft Windows, macOS, Linux, PlayStation 4, Xbox One, Nintendo Switch |
| 2018 г.  |                             | Surviving Mars                          | Градостроителен симулатор                                                    | Microsoft Windows, macOS, Linux, PlayStation 4, Xbox One                  |
| 2022 г.  |                             | Stranded: Alien Dawn                    | Симулатор за оцеляване                                                       | Microsoft Windows                                                         |
| 2023 г.  |                             | Jagged Alliance 3                       | Тактическа ролева игра                                                       | Microsoft Windows                                                         |